# Yitshaq Rabín

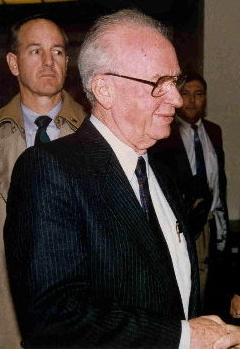
Yitshaq Rabín, premi Nobel de la Pau

Yitshaq Rabín (יִצְחַק רָבִּין; [itsˈχak ˈʁabin]) (Jerusalem, 1 de març de 1922 - Tel-Aviv, 4 de novembre de 1995) va ser un militar i polític israelià. Fou el setè cap d'Estat Major de l'Exèrcit d'Israel (Tsàhal) entre 1964 i 1967, ambaixador d'Israel als Estats Units entre 1968 i 1973, primer ministre entre 1974 i 1977, i novament des de 1992 fins al seu assassinat el 1995.
L'any 1994, va ser Premi Nobel de la Pau i Premi Príncep d'Astúries de Cooperació Internacional.

## Joventut
Des de ben jove s'identificà amb el moviment sionista. Va estudiar al quibuts Guivat ha-Xeloixà i a l'escola agrícola Kaduri de Galilea. Als 19 anys es va unir a l'exèrcit clandestí hebreu, el Haganà, coincidint amb els darrers anys del comandament britànic de Palestina; més tard formà part del seu cos d'elit, el Palmac. El 1946 fou capturat per les autoritats britàniques i va estar cinc mesos empresonat. Va ascendir ràpidament, i durant la guerra de la independència de 1948-1949 va comandar la Brigada Harel, la major fita de la qual fou la conquesta de Jerusalem occidental. Va participar en les converses de pau de l'illa de Rodes, entre Israel i Egipte, que conduïren a la redacció de les condicions de l'armistici i del cessament del foc entre ambdós països. El 1948, en plena guerra, Rabín contrau matrimoni amb Leah Schlossberg.

## Carrera militar
Un cop acabada la guerra de la independència, va continuar la seva carrera militar al Haganà, que en crear-se l'estat d'Israel passà a anomenar-se Tsàhal, o Exèrcit de Defensa d'Israel. El 1948 va participar en el bombardeig i enfonsament del vaixell armat i secessionista anomenat Altalena, per ordre del primer ministre David Ben-Gurion, acte que va acabar per apaivagar les veus dissidents d'exmilicians encapçalats per Menahem Beguín, i va segellar la unitat de les faccions al voltant del Tsàhal.
Als 32 anys esdevingué el general més jove de la història de l'exèrcit israelià. Va participar en la segona guerra araboisraeliana, la campanya del Sinaí de 1956, i el 1964 fou nomenat cap de l'Estat Major, càrrec des del qual reorganitzà l'exèrcit. Sota el seu comandament, i sota el govern del ministre de Defensa Moixé Dayan, Israel assolí la seva victòria a la guerra dels sis dies (1967), al final de la qual Israel va haver derrotat els exèrcits egipci, jordà i siri, i conquistat els territoris de Cisjordània, la península del Sinaí, la franja de Gaza, i els Alts del Golan. En finalitzar aquesta tercera guerra, Rabín canvià la carrera militar per la diplomàtica (i ulteriorment per la política).

## De diplomàtic a Primer Ministre
L'any 1968 Rabín fou nomenat ambaixador d'Israel als Estats Units, càrrec que complí fins al 1973. En aquells anys adquirí una visió àmplia de les relacions internacionals, i establí relacions personals amb la cúpula política de Washington. En finalitzar, va tornar a Israel per afiliar-se al Partit Laborista Israelià, coincidint amb la guerra del Yom Kippur. El desembre del mateix any 1973, va ser escollit al parlament israelià, la Kenésset; i passà a formar part del govern laborista com a ministre de Treball, sota la presidència de la primera ministra Golda Meïr, de qui havia guanyat la confiança en desenvolupar el seu càrrec d'ambaixador.
L'1 d'abril de 1974 es va donar a conèixer un dictamen de la comissió investigadora de la quarta guerra araboisraeliana, la del Yom Kippur. El dictamen, junt amb l'onada de protestes populars, portà a la renúncia de Golda Meïr i del seu govern l'1 d'abril de 1974. Rabín fou un dels pocs polítics que no es va veure embolicat per les conseqüències de la guerra, i fou escollit per liderar el Partit Laborista i pel càrrec de primer ministre d'Israel (fins al 1977).
Durant el govern de Rabín, es van signar acords de separació de forces del Sinaí amb Egipte (1975); començaren els primers assentaments jueus a Cisjordània; va tenir lloc, sota les seves ordres directes i sota les del seu ministre de Defensa Ximon Peres, el rescat d'ostatges (Operació Entebbe) el juliol de 1976 que havien estat segrestats per un grup terrorista palestí.
Cap al final del seu mandat, el 1976, el govern de Rabín començà a denotar símptomes de crisi. La inflació havia augmentat molt a conseqüència de la crisi energètica mundial que s'esdevingué després de la guerra del Yom Kippur. Van desvetllar-se casos de corrupció, com el que culminà amb el suïcidi del seu ministre de Construcció (Abraham Ófer). Els partits religiosos socis de govern en coalició van veure amb mals ulls l'arribada d'avions F-15 de la Força Aèria Israeliana un cop ja havia començat el sàbat. Tot plegat, feu que es convoquessin eleccions anticipades el 17 de maig de 1977.
La gota que feu vessar el got fou un escàndol polític en què sortia involucrada la seva dona, Leah Rabín; se li va descobrir un compte corrent en dòlars de l'etapa diplomàtica als Estats Units, la qual cosa violava les lleis israelianes de l'època. Va haver de dimitir en favor de l'altre candidat del mateix partit, Ximon Peres. La sensació de corrupció feu segurament que les eleccions fossin guanyades pel partit opositor, el Likkud de Menahem Beguín, la qual cosa suposà la fi d'un període de 29 anys de govern laborista.

## Opositor i ministre
Les lluites internes i la intensa rivalitat entre Peres i Rabín van marcar els següents anys com a diputat opositor (1977-1984). Foren uns anys de baix perfil públic i polític, i va ser quan Rabín escriví la seva autobiografia (פנקס שירות, Pinqàs Xerut, o Full de Servei), cèlebre per les seves acèrrimes crítiques a Ximon Peres, a qui titllà d'"incansable intrigant", fidel al seu vocabulari directe.
Entre 1984 i 1990 ocupà el càrrec de ministre de Defensa de dos governs de coalició nacional, presidits alternadament per Ximon Peres i per Yitshaq Xamir. Sota el seu mandat ordenà la retirada gairebé completa de l'exèrcit israelià del Líban (1985), llevat una franja de seguretat al llarg de la frontera que no fou evacuada fins a l'any 2000. També sota el seu càrrec de ministre esclatà la primera intifada palestina, el 9 de desembre de 1987.
Entre 1990 i 1992 va tornar a ocupar el seu escó a la Kenésset com a diputat de l'oposició.

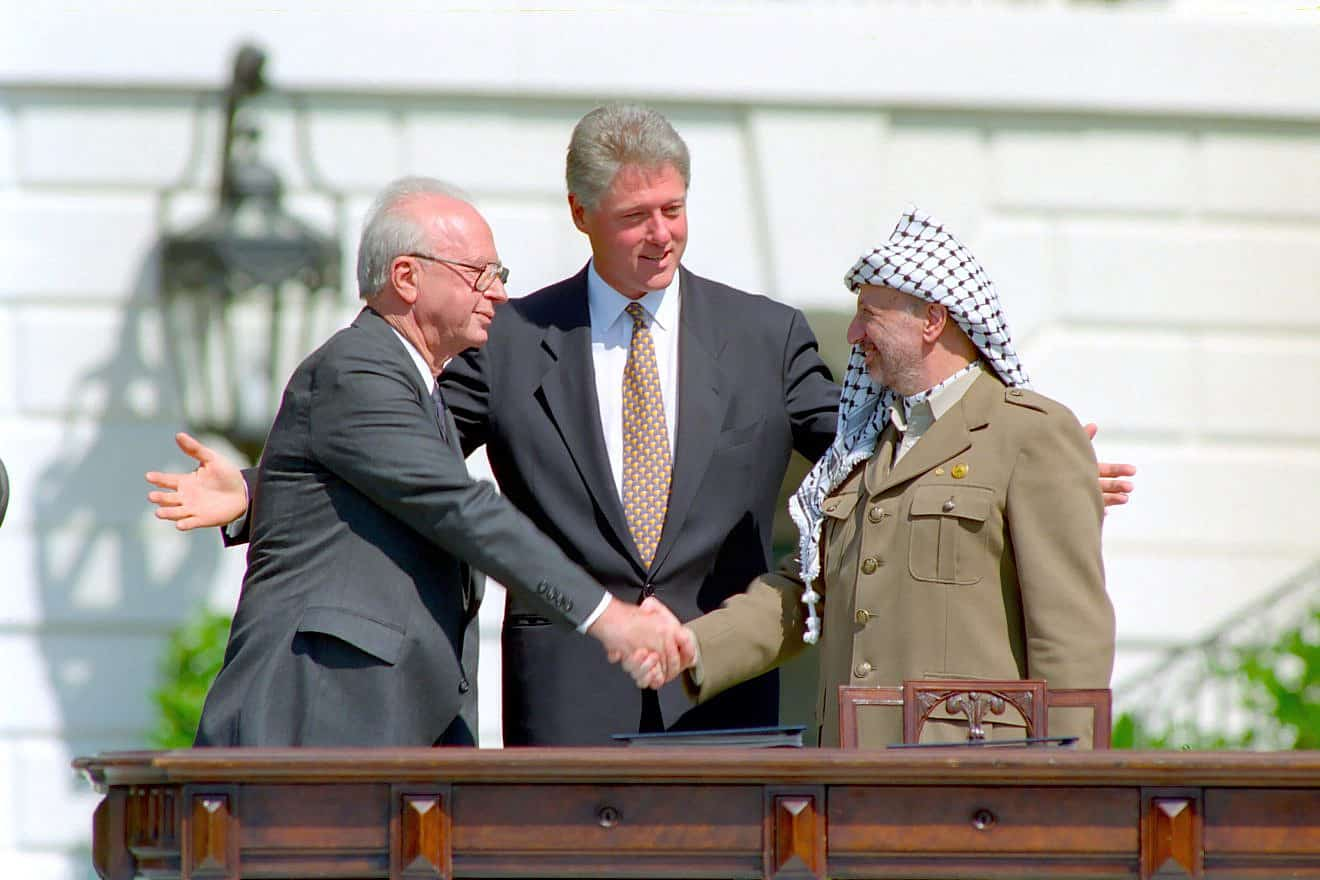
Rabín, Clinton i Arafat el 1993

## Segon període com a Primer Ministre
Yitshaq Rabín es va imposar a Ximon Peres en unes eleccions primàries, i fou elegit candidat a Primer Ministre pel Partit Laborista, al qual brindà una contundent victòria electoral, la primera en 18 anys. Rabín assumí el seu segon període com a Primer Ministre d'Israel el 13 de juliol de 1992, als 70 anys, alhora que mantenia la cartera de Defensa. Tot i la seva llarga rivalitat, nomenà Peres ministre d'Afers Exteriors, qui decidí revifar les converses de Madrid per mitjà de negociacions secretes a Oslo, primer entre intel·lectuals israelians i membres de l'OAP (Organització per a l'Alliberament de Palestina), i posteriorment amb la intervenció de representants israelians oficials encapçalats pel mateix ministre d'Exteriors.
Peres va aconseguir convèncer Rabín per superar la seva natural aversió al líder de l'OAP, Iàssir Arafat, a qui considerava cap d'una banda terrorista. Amb gran dosi de pragmatisme i amb l'aval dels Estats Units, va acceptar les negociacions secretes d'Oslo, que conduïren als acords d'Oslo signats a Washington el 13 de setembre de 1993. Posteriorment, Arafat tornà a Gaza com a titular d'un govern autònom amb autoritat inicialment sobre la Franja de Gaza i Jericó, que posteriorment aniria estenent-se a altres territoris de Cisjordània. Rabín signà també el tractat de pau assolit amb el rei Hussein de Jordània, el 26 d'octubre de 1994. Els seus esforços foren reconeguts amb la concessió, junt amb Iàssir Arafat i Ximon Peres, del Premi Nobel de la Pau l'any 1994, i el Premi Príncep d'Astúries de la Concòrdia del mateix any, conjuntament amb Arafat. Un dels efectes col·laterals del procés de pau fou la reconciliació entre Rabín i Peres, que passaren a ser confidents i íntims col·laboradors.
Durant el segon i crucial període de govern, Rabín experimentà una profunda metamorfosi, per passar d'una concepció purament militar del conflicte entre israelians i palestins, mantinguda fins a la seva ferma lluita contra la intifada com a ministre de Defensa, fins a un convençut promotor del difícil apropament als palestins en recerca de la pau a la regió. La seva fórmula "pau a canvi de territoris" aspirava a proporcionar a Israel fronteres segures, una normalitat en les relacions amb els països veïns i una acceptació per la comunitat internacional, a canvi de cedir als àrabs part dels territoris ocupats en els successius enfrontaments bèl·lics.
No obstant això, els anys següents a Oslo van veure al país submergit en un gradual procés de crispació: els primers grans atemptats terroristes suïcides perpetrats per extremistes islàmics (22 morts en un autobús a Tel-Aviv el 19 d'octubre de 1994, 21 morts a l'encreuament de ha-Xaron massacre de Bet Lid el 22 de gener de 1995, etc.); una creixent oposició de la dreta israeliana a les successives retirades i concessions israelianes als palestins; discrepàncies entre les parts sobre la implementació dels acords; etc.
El clima d'exaltació i revolta viscuda a Israel l'any 1995 fou fomentat per la dreta nacionalista i certs rabins, tots ells oposats a la política del govern. Rabín va patir una campanya de deslegitimació dirigida personalment contra ell, i se l'acusà de "traïdor" per l'entrega de terres als palestins.

## Asassinat
El dissabte 4 de novembre de 1995 es va convocar un míting multitudinari a la plaça dels Reis d'Israel (avui dia plaça Yitshaq Rabín) de Tel-Aviv, amb la finalitat d'enfortir als partidaris del procés de pau. Hi participaren artistes i polítics de centreesquerra i d'esquerra. En culminar l'assemblea i abans que Rabín pogués pujar al seu cotxe oficial, un fanàtic (Yigal Amir) li disparà dos trets per l'esquena. Als pocs minuts, Yitshaq Rabín va morir.

## Dia Commemoratiu

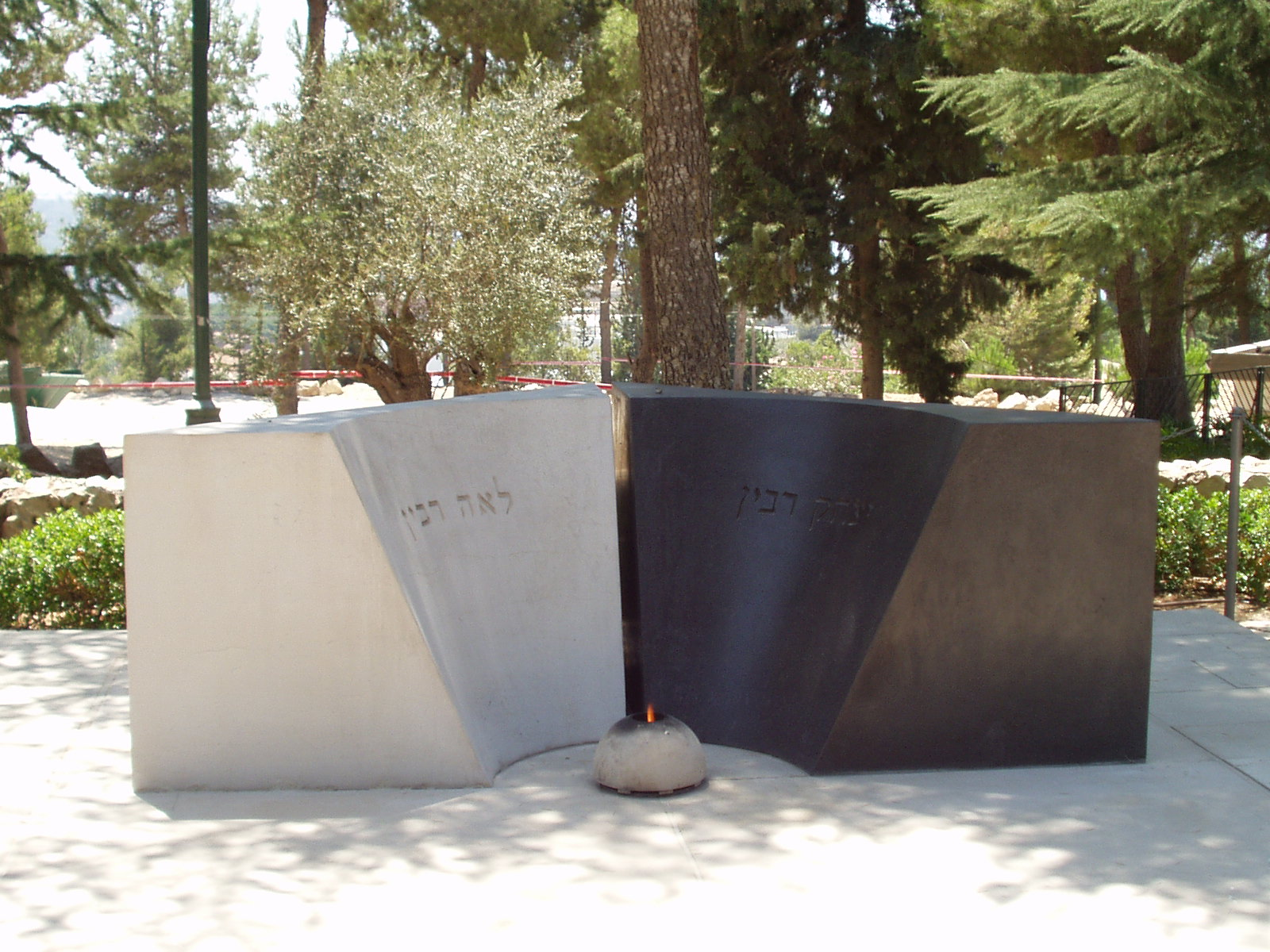
Tomba de Yitshaq i Leah Rabín

El Dia Commemoratiu de Yitshaq Rabín es commemora a les escoles, els moviments juvenils i a les bases de l'exèrcit. Segons una Llei de la Kenésset, la data de l'assassinat de l'exPrimer Ministre Yitshaq Rabín, el 4 de novembre de 1995, en el calendari hebreu el 12 de Heixvan de 5756, és una jornada de record nacional i de dol a tot l'Estat d'Israel.
Aquesta data és commemorada per totes les institucions de l'Estat, a les bases militars del Tsahal i a les escoles del país. Totes les cerimònies d'aquesta Diada, i els programes educatius, estan dedicats a commemorar la vida i el llegat de l'exprimer ministre, a la promoció i protecció dels valors democràtics, i a denunciar el perill que la violència suposa per a la societat, les persones i l'Estat.
El centre Yitshaq Rabín produeix materials educatius centrats en temes com la pau i la democràcia, vídeos, cartells, fotografies, espelmes i adhesius. Cada any des de l'assassinat, els habitants de Tel-Aviv es reuneix al lloc de l'assassinat, a la Plaça Rabin, i fan una manifestació a favor de la pau per recordar el seu llegat.